# Chirinosbius
Chirinosbius is een geslacht van hooiwagens uit de familie Cosmetidae.
De wetenschappelijke naam Chirinosbius is voor het eerst geldig gepubliceerd door Roewer in 1952. 

## Soorten
Chirinosbius omvat de volgende 2 soorten:
- Chirinosbius poecilis
- Chirinosbius simplex